# Боевое обеспечение

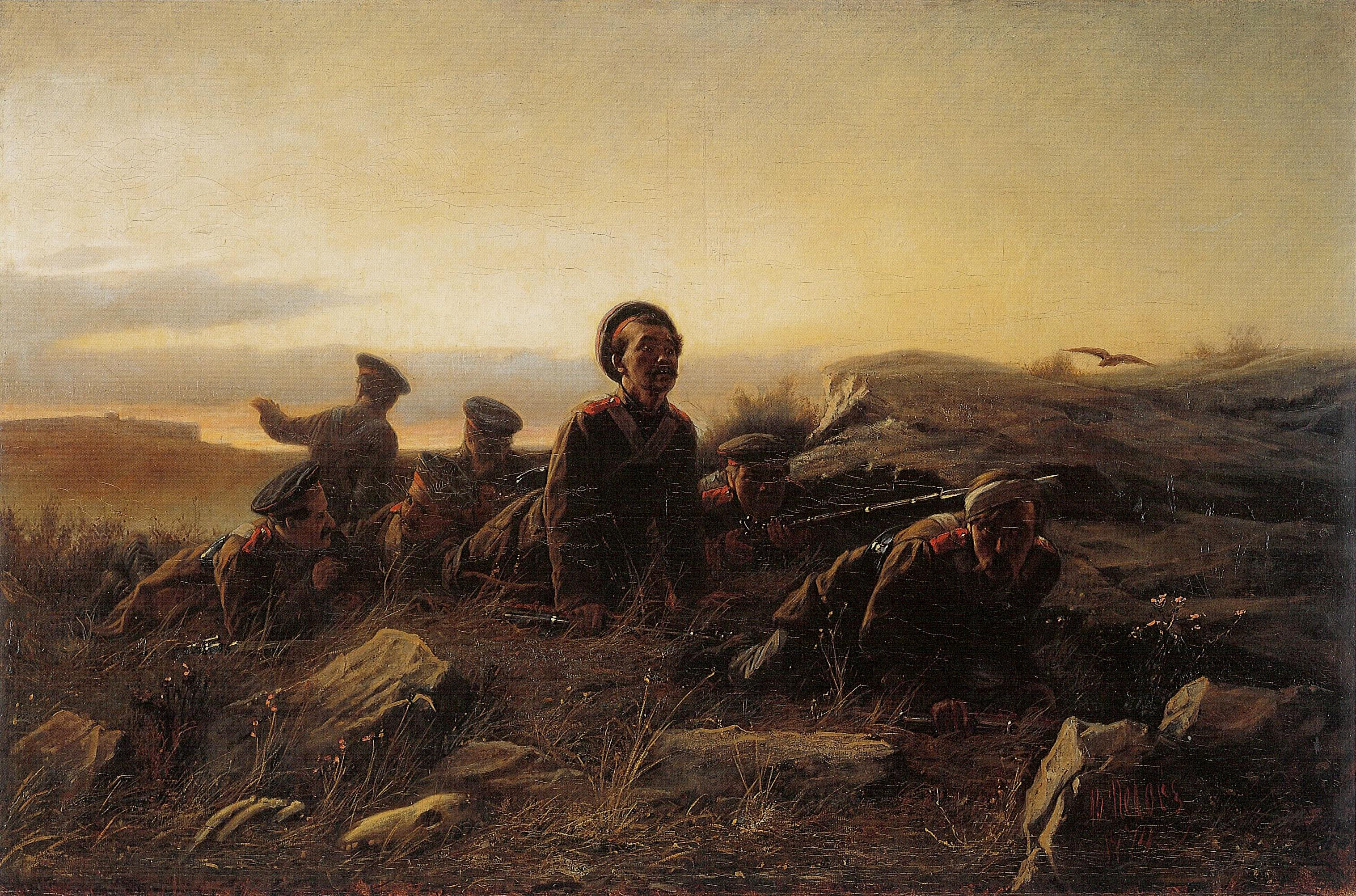
Разведчики (пластуны) обследуют окрестности Севастополя в период Крымской войны.
Картина кисти Перова. 1874 год

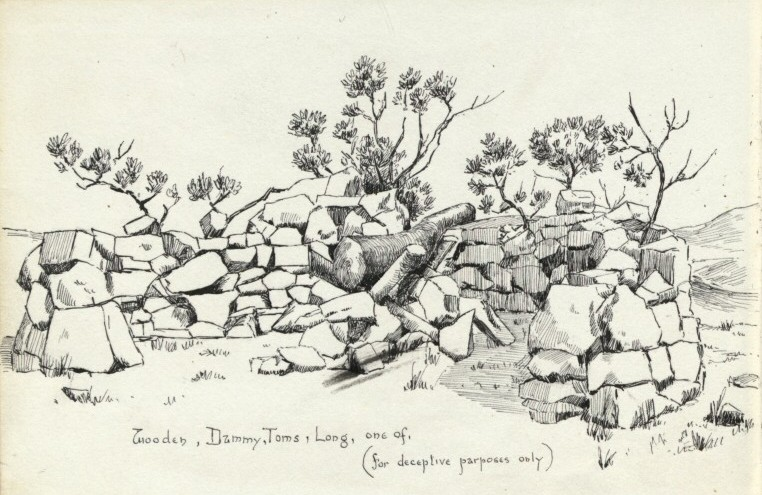
Рисунок имитации позиции 155-мм артиллерийского орудия
в период второй англо-бурской войны.
Элемент маскировки

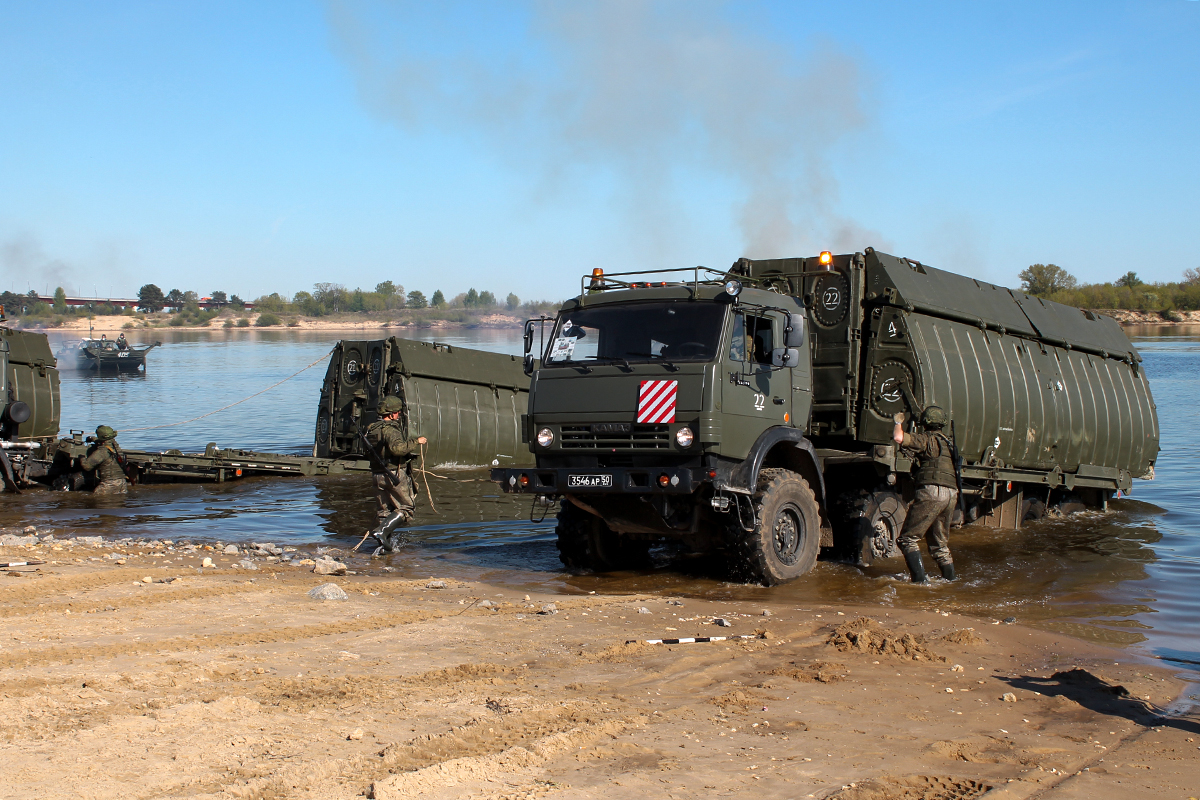
Наведение понтонной переправы через реку.
Один из элементов инженерного обеспечения.

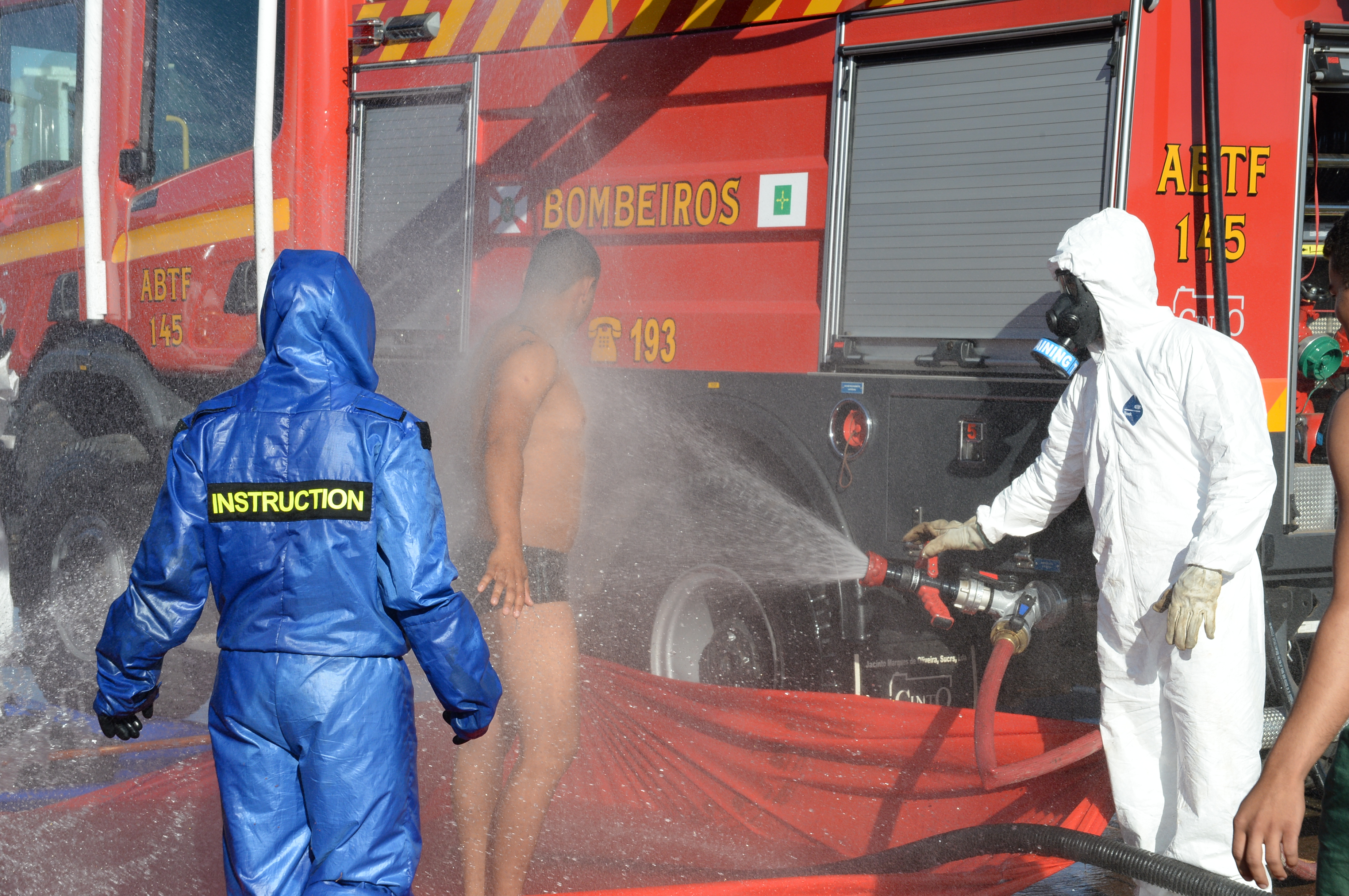
Учения по дезактивации отравляющих и радиоактивных веществ в бразильской армии.
Элемент химической защиты

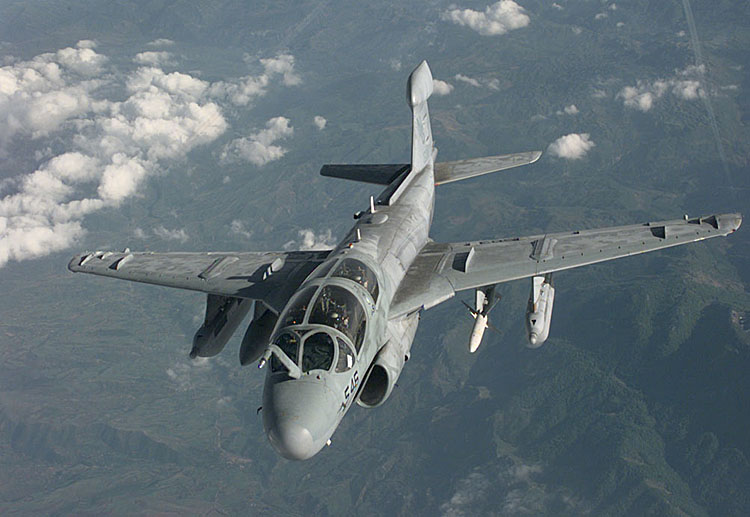
самолёт Grumman EA-6B радиоэлектронной борьбы, используемый ВМС США

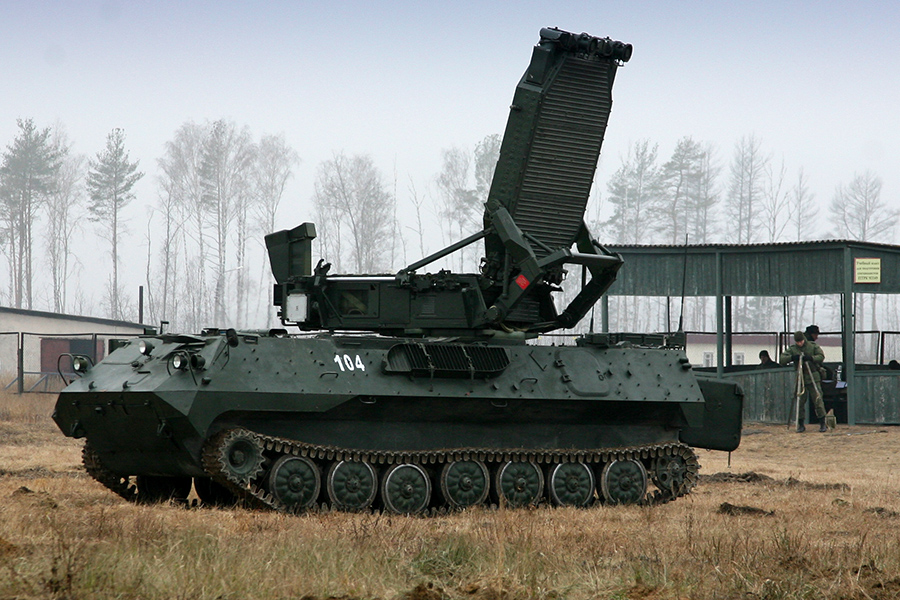
РЛС контрбатарейной борьбы «Зоопарк».
Средство радиотехнического обеспечения артиллерии и ракетных войск Сухопутных войск России

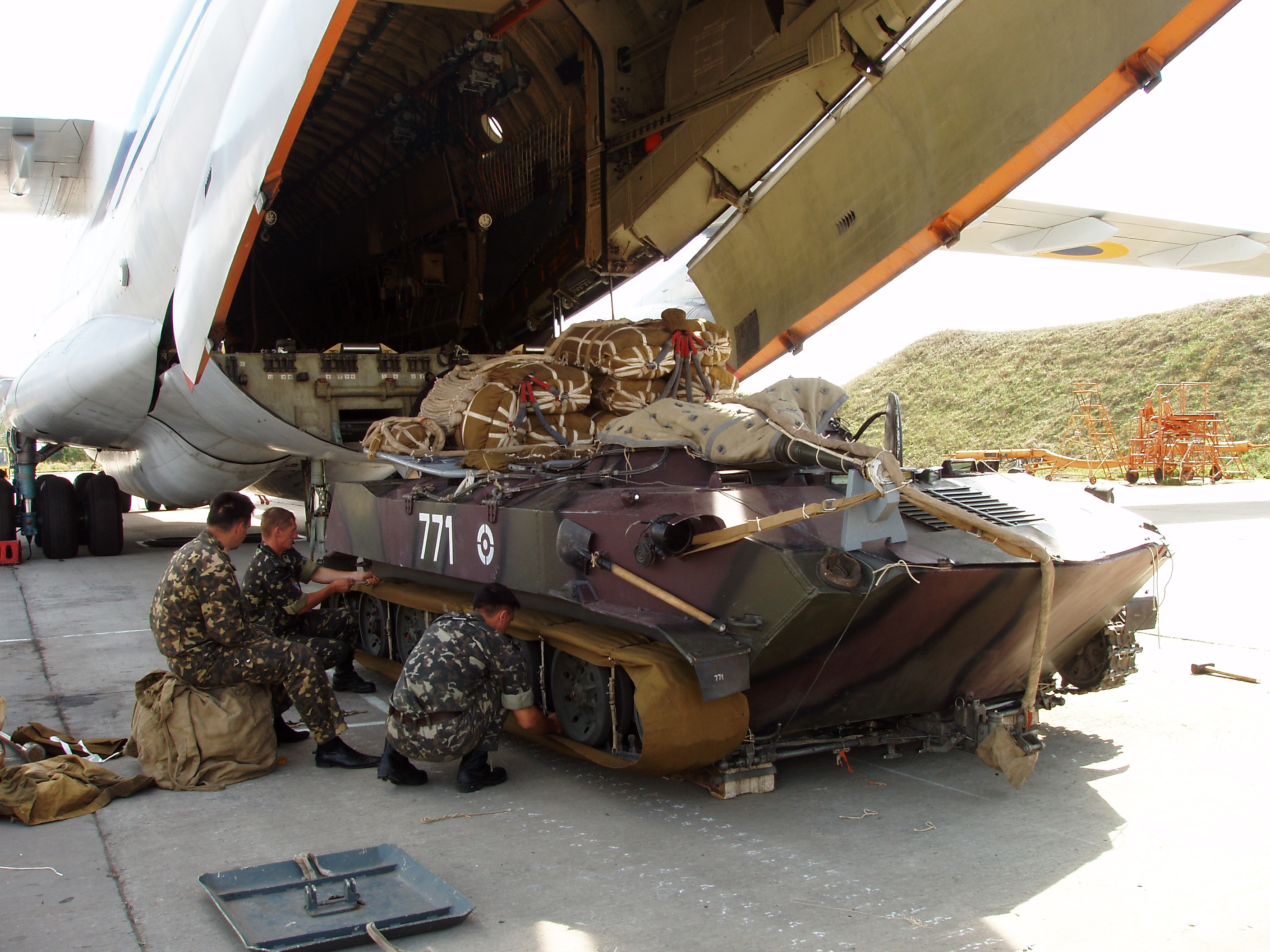
Подготовка БМД-1 к парашютной выброске в украинской армии. 2006 год
Элемент воздушно-десантного обеспечения

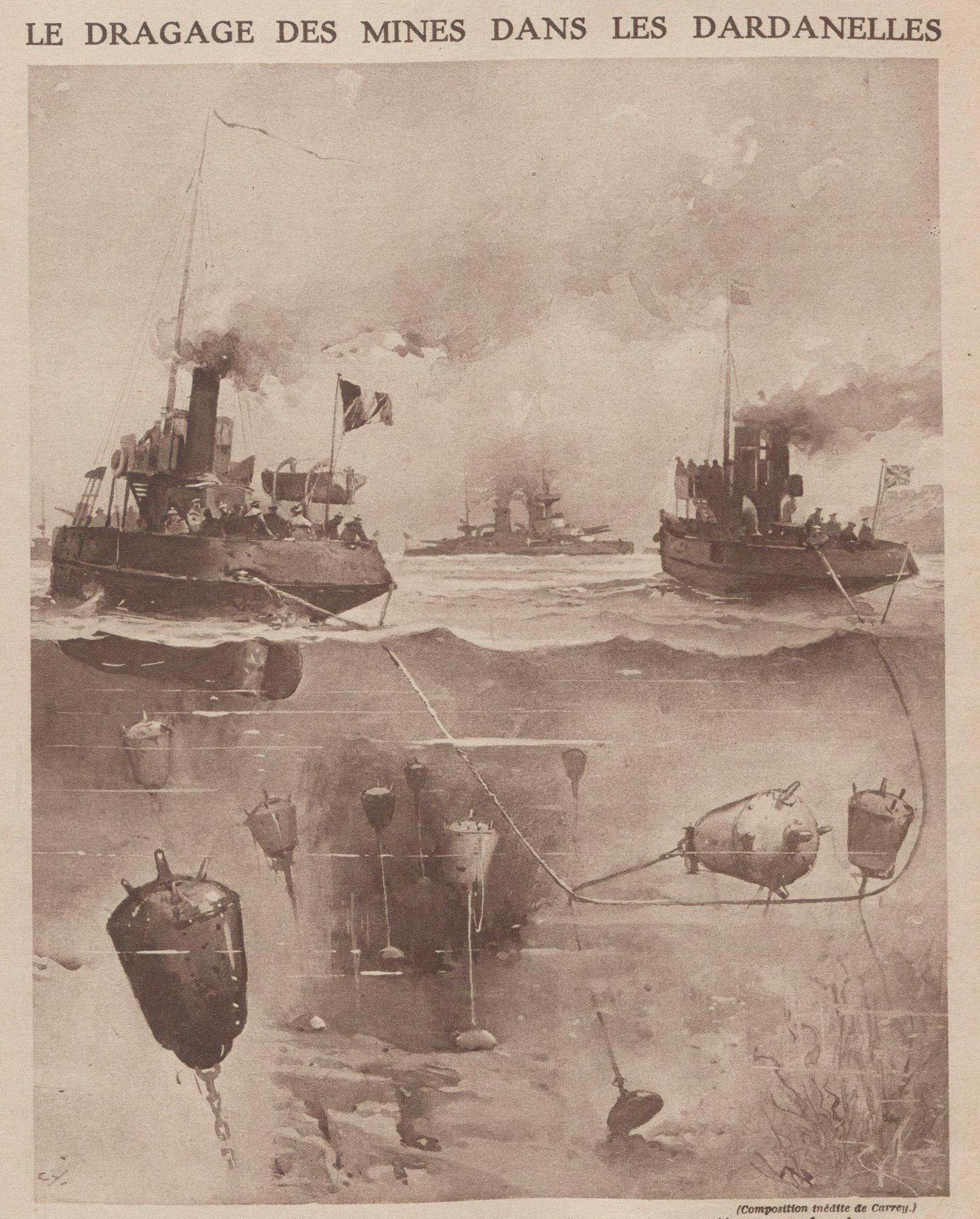
Рисунок траления мин в проливе Дарданеллы, в 1915 году, британским и французскими флотами.
Элемент противоминного обеспечения

Боевое обеспечение (Оперативное обеспечение) — комплекс мероприятий, осуществляемый в войсках, которые планируются, организуются и осуществляются во всех видах операций (боевых действий) для создания благоприятных условий для применения своих войск (сил), вооружения и военной техники, а также снижения эффективности применения войск (сил) и вооружения противника. Является составной частью обеспечения военных (боевых) действий.
Все виды боевого (оперативного) обеспечения организуются и осуществляются на основе решения командующего объединением (командира соединения или части) в соответствии с поставленными им задачами. Основным организатором всех видов боевого обеспечения является штаб объединения (соединения, части).

## Основные виды боевого обеспечения
В вооружённых силах каждого государства существует свой перечень обеспечения боевых действий, которых следует относить к боевому (оперативному) обеспечению. К примеру в Вооружённых силах СССР таковых было шесть видов (разведка, защита от оружия массового поражения, радиоэлектронная борьба, маскировка, инженерное обеспечение и охранение). В Вооружённых силах Российской Федерации в этом перечне десять нижеследующих видов.  

### Разведка
Разведка является комплексом мер по добыче разведывательных данных необходимых для эффективного применения своих войск, средств поражения и радиоэлектронного подавления. По задачам решаемым разведывательными органами, разведка подразделяется на три уровня:
- стратегическая разведка;
- оперативная разведка;
- тактическая (войсковая) разведка.

### Маскировка
Маскировка является комплексом мероприятий и действий, служащих для обмана противника, скрытие от него состава, положения, состояния своих войск (сил), замысла предстоящих действий. Целью маскировки служит обеспечение внезапности действий и повышения живучести своих войск (сил). Маскировка должна осуществляться непрерывно, убедительно для противника, быть разнообразной и активной. Кроме задач по скрытию, маскировка решает задачи по обману противника выставлением макетов максимально схожих с образцами вооружения (танки, самолёты, артиллерийские орудия, пусковые ракетные установки и т.д.).

### Инженерное обеспечение
Инженерное обеспечение является комплексом мероприятий для создания необходимых условий для своевременного и скрытного развёртывания войск, проведения ими манёвра, перегруппировок и выполнения поставленных боевых задач, для повышения защиты и устойчивости войск (сил) и объектов от всех средств поражения, а также для нанесения противнику ущерба и затруднения его действий.

### Радиационная, химическая и биологическая защита
Радиационная, химическая и биологическая защита (устаревшее — «химическая защита») является комплексом мер по снижению потерь войск и выполнения ими поставленных задач при действиях в условиях радиационного, химического и биологического заражения, применения высокоточного и других видов оружия. 

### Радиоэлектронная борьба
Радиоэлектронная борьба (РЭБ) ведётся в целях дезорганизации управления войсками (силами) противника, снижения эффективности применения его оружия, боевой техники и технических средств разведки, а также для повышения устойчивости работы систем и средств управления собственными войсками (силами) и оружием. Мероприятия в радиоэлектронной борьбе проводятся в сочетании с уничтожением радиоэлектронных станций противника в первую очередь самонаводящимися на радиоизлучение ракетным вооружением.  
РЭБ состоит из следующих мероприятий:
- радиоэлектронное подавление;
- радиоэлектронная защита;
- противодействие техническим средствам разведки противника.

### Топогеодезическое обеспечение
Топогеодезическое обеспечение проводится в целях подготовки и своевременного доведения до штабов войск (сил) топогеодезических данных, необходимых для изучения и оценки местности при подготовке и ведении операции (боя), а также для эффективного применения оружия и боевой техники. Основной задачей топогеодезического обеспечения является составление топографических карт местности с точностью отражающих её ландшафт и расположение различных объектов на момент ведения боевых действий. 

### Навигационное обеспечение
Навигационное обеспечение проводится в целях своевременного определения местоположения, направления и скорости перемещения мобильных объектов и войск (сил) для более эффективного планирования и ведения операции (боя) и применения вооружения и военной техники. 

### Гидрометеорологическое (метеорологическое) обеспечение
Гидрометеорологическое (метеорологическое) обеспечение проводится в целях правильной оценки и учёта гидрометеорологических условий при подготовке и ведении операции (боя), использования гидрометеорологических (метеорологических) данных для эффективного применения оружия и боевой техники, а также проведения мероприятий по защите войск и объектов тыла от оружия массового поражения. Задачи выполняются органами гидрометеорологической (метеорологической) службы и войсковыми метеорологическими подразделениями. 

### Психологическая борьба
Психологическая борьба — комплекс мер по подрыву морально-боевых качеств личного состава и населения противника. Целью психологической борьбы является снижение эффективности войск противника. Осуществляется психологическим воздействием на военнослужащих и гражданских лиц с целью склонения их к позитивному нейтралитету и неучастию во враждебных акциях.

### Охранение
Охранение — это комплекс мер по недопущению разведки противника в район действия (дислокации) своих войск (сил), по исключению внезапного нападения на них наземного противника, его воздушных десантов и обеспечение охраняемым частям (подразделениям) времени и выгодных условий для развёртывания (приведения в боевую готовность) и вступления в бой.

## Дополнительные виды боевого обеспечения для некоторых родов войск
Для некоторых видов вооружённых сил и родов войск (сил) существуют присущие только им виды боевого обеспечения. К таковым относятся военно-воздушные силы и военно-морские силы, в которых присутствует больше видов боевого обеспечения чем в сухопутных войсках.

### Воздушно-десантное обеспечение
Комплекс мер по обеспечению воздушно-десантных войск, парашютных разведывательных подразделений сухопутных войск техническими средствами для парашютного десантирования — людские парашютные системы, парашютные системы для авиадесантируемой авто- и бронетехники, сбрасываемые контейнеры и платформы для оружия, боеприпасов и снаряжения, позволяющие десантируемым войскам решать поставленные боевые задачи. В задачу обеспечения входит обслуживание, ремонт и доставка систем, а также их пришвартовка к военной технике и последующая погрузка и монтаж в самолётах/вертолётах военно-транспортной авиации.

### Радиотехническое обеспечение
Радиотехническое обеспечение состоит из двух компонентов:
- радиолокационное обеспечение;
- радиосветотехническое обеспечение.

#### Радиолокационное обеспечение
Радиолокационное обеспечение — комплекс мер по обеспечению радиолокационной информацией командных пунктов зенитных ракетных соединений и частей войсковой ПВО и ВВС. Задачей радиолокационного обеспечения является получение полной информации о воздушном противнике: количество воздушных целей, скорость, высота, дальность, курс продвижения, размерность целей. 
По своей сущности радиолокационное обеспечение для войск ПВО является полным аналогом, такого вида боевого обеспечения как разведка для Сухопутных войск. 

#### Радиосветотехническое обеспечение
Радиосветотехническое обеспечение — это совокупность мероприятий по обеспечению полётов военной авиации, преследующая цели в обеспечении безопасности взлёта и посадки, постоянном контроле местоположения в пространстве летательных аппаратов а также по их опознаванию.
Сущность радиосветотехнического обеспечения заключается в формировании и выдаче экипажам летательных аппаратов информации, необходимой для взлёта, определения своего места в воздушном пространстве, выхода в заданный район и район аэродрома, захода на посадку и посадки. Данная информация может создаваться с помощью радиотехнических и светотехнических средств, которые в сочетании с бортовым оборудованием летательных аппаратов образуют радионавигационные системы.
Светотехнические средства служат для обозначения взлётно-посадочных полос и ближайших подходов к ним по курсу посадки, обозначения рулёжных дорожек и стояночных посадок, для опознавания аэродромов (проблесковые маяки).

### Поисково-спасательное обеспечение
Поисково-спасательное обеспечение — совокупность мероприятий, проводимых для поиска и оказания помощи повреждённым и терпящим бедствие летательным аппаратам, подводным лодкам, кораблям и судам и спасения их экипажей.
Производится в соответствии с разработанными планами, в которых обычно заблаговременно определены следующие пункты задачи, состав поисково-спасательных команд (отрядов поиска, спасательных отрядов), их дислокация, район ответственности и сроки готовности к действию. 
Поисково-спасательное обеспечение состоит из следующих пунктов:
- обеспечение экипажей летательных аппаратов, подводных лодок, кораблей и судов спасательными средствами;
- подготовка в специальном отношении экипажей, привлекаемых к поиску, спасанию и оказанию помощи;
- организация дежурства выделенных сил и средств;
- сбор и уточнение данных о местоположении летательных аппаратов, подводных лодок, кораблей и судов, терпящих бедствие и организацию и осуществление их поиска и оказание им помощи;
- устранение повреждений подводных лодок, кораблей и судов, тушение на них пожаров, организация их возвращения в пункты базирования

### Навигационно-гидрографическое обеспечение
Навигационно-гидрографическое обеспечение — в военно-морских силах совокупность мероприятий, служащие для создания благоприятных условий для точного и безопасного плавания кораблей (судов), иx базирования, использования оружия и технических средств. Это обеспечение осуществляется гидрографическими службами флотов во взаимодействии с топографическими и гидрометеорологическими службами других видов вооружённых сил.
Является аналогом штурманского обеспечения в военно-воздушных силах.
Данное обеспечение включает в себя следующие элементы:
- навигационное оборудование (дооборудование) районов действий сил флота и пунктов их 6аз;
- организация бесперебойной работы средств навигационного оборудования;
- проведение гидрографических исследований и создание на их основе картографических и описательных материалов на указанные районы и снабжение ими кораблей, частей, штабов;
- снабжение (дооборудование) кораблей (судов) дополнительным техническими средствами навигации, их ремонт и регулировку;
- проведение гидрографии, разведки, уточнение навигационной обстановки в районах предстоящих действий сил флота и оповещение кораблей, частей, штабов о её изменениях;
- лоцманская проводка кораблей в районах сложных в навигационном отношении.

### Штурманское обеспечение
Штурманское обеспечение — в военно-воздушных силах комплекс мероприятий, обеспечивающих точность, надёжность и безопасность полётов самолётов и вертолётов, вывод их в установленные сроки на заданные объекты и точное поражение цели. 
Является аналогом навигационно-гидрографического обеспечения в военно-морских силах. 
Состоит из следующих пунктов: 
- подготовка справочочных данных и штурманских расчётов;
- организация применения наземных радиотехнических и светотехнических средств;
- разработка предложений по штурманскому обеспечению;
- решение штурманских задач в ходе боевых действий.

### Противовоздушное обеспечение флота
Противовоздушное обеспечение флота флота — совокупность мероприятий и боевые действия по отражению нападения воздушного противника, прикрытию сил в морских пунктах базирования, а также береговых объектов флота от ударов с воздуха. Обеспечение осуществляется силами флота самостоятельно и во взаимодействии с силами и средствами ПВО других видов вооружённых сил во всех видах боевых действий.

### Противолодочное обеспечение
Противолодочное обеспечение — это совокупность мероприятий и действий, для защиты повышения боевой устойчивости соединений (групп, отрядов) кораблей и судов в пунктах базирования, при развёртывании и ведении боевых действий (при переходе морем) от атак подводных лодок противника.
Противолодочное обеспечение (ПЛО) соединений (конвоев, десантов), групп, отдельных кораблей организуется по зональному и объектовому принципам. Зональное ПЛО состоит из противолодочного прикрытия отдельных морей или участков океана (моря). Объектовое ПЛО является одним из видов боевого обеспечения соединений, групп кораблей, отдельных кораблей согласованно с действиями обеспечиваемых сил, другими видами боевого обеспечения и противолодочной обороной соединений (корабля).
Обеспечение состоит из следующих элементов и мероприятий:
- система освещения подводной обстановки;
- группировка разнородных противолодочных сил;
- силы противолодочного охранения соединений, кораблей (конвоев, десантов) на переходе морем;
- позиции противолодочных средств заграждений.

### Противокатерное обеспечение
Противокатерное обеспечение — это боевые действия соединений (групп) кораблей, частей и подразделений сил флота, а также специальные мероприятия по недопущению ударов боевых катеров противника имеющих ракетное, артиллерийское, торпедное и минное оружие, по кораблям (судам) в пунктах базирования, па переходе морем и в районах решения боевых задач, а также ударов по береговым объектам. Противокатерное обеспечение сил в операции дополняется противокатерной обороной кораблей, соединений кораблей (конвоев) в море.
Данное обеспечение состоит из следующих мероприятий:
- ведение разведки и уничтожение боевых катеров противника в базах;
- наблюдение за надводной обстановкой и оповещение своих сил об обнаружении боевых катеров противника;
- поражение катеров и выпущенных ими ракет, а также их подавление радиоэлектронными средствами;
- оборудование пунктов базирования сил противокатерными и противоторпедными заграждениями, средствами электронного противодействия системе самонаведения и управления оружием противника.

### Противоминное обеспечение
Противоминное обеспечение — это система мероприятий и действий по обеспечению безопасности плавания кораблей (судов) от подрыва на минах противника в районах базирования, на выходах из баз, на переходе морем и в районах боевых действий. 
Противоминное обеспечение включает в себя следующие пункты: 
- уничтожение (разрушение) складов, арсеналов и баз минного оружия противника, а также его носителей;
- организация противоминного наблюдения и оповещения о минной опасности;
- плавание по фарватерам и рекомендованным курсам;
- система контроля за состоянием физических полей кораблей;
- действия но уничтожению кораблей и самолётов—постановщиков мин;
- действия противоминных сил по поиску и уничтожению мин и минных заграждений, а также по обеспечению перехода соединений кораблей (конвоев, десантных отрядов) и отдельных кораблей от подрыва на минах.